# Galeodopsis bilkjeviczi
Galeodopsis bilkjeviczi är en spindeldjursart som först beskrevs av J. Birula 1907.  Galeodopsis bilkjeviczi ingår i släktet Galeodopsis och familjen Galeodidae. Inga underarter finns listade i Catalogue of Life.